# Nitocrella chappuisi
Nitocrella chappuisi är en kräftdjursart som beskrevs av Andreas Kiefer 1926. Nitocrella chappuisi ingår i släktet Nitocrella och familjen Ameiridae. Inga underarter finns listade i Catalogue of Life.